# Baltimore Bullets 1971-1972
La stagione 1971-72 dei Baltimore Bullets fu l'11ª nella NBA per la franchigia.
I Baltimore Bullets vinsero la Central Division della Eastern Conference con un record di 38-44. Nei play-off persero la semifinale di conference con i New York Knicks (4-2).

## Roster
| N° | Naz.                   | Ruolo | Sportivo        | Anno | Alt. | Peso |
| -- | ---------------------- | ----- | --------------- | ---- | ---- | ---- |
| 3  | Stati Uniti (bandiera) | GA    | Fred Carter     | 1945 | 191  | 84   |
| 6  | Stati Uniti (bandiera) | GA    | Mike Riordan    | 1945 | 193  | 91   |
| 9  | Stati Uniti (bandiera) | AC    | Dave Stallworth | 1941 | 201  | 91   |
| 10 | Stati Uniti (bandiera) | G     | Earl Monroe     | 1944 | 191  | 84   |
| 11 | Stati Uniti (bandiera) | G     | Gary Zeller     | 1947 | 191  | 93   |
| 12 | Stati Uniti (bandiera) | AC    | John Tresvant   | 1939 | 201  | 98   |
| 13 | Stati Uniti (bandiera) | A     | Stan Love       | 1949 | 206  | 98   |
| 21 | Stati Uniti (bandiera) | G     | Archie Clark    | 1941 | 188  | 79   |
| 22 | Stati Uniti (bandiera) | G     | Kevin Loughery  | 1940 | 191  | 86   |
| 24 | Stati Uniti (bandiera) | GA    | Jack Marin      | 1944 | 201  | 91   |
| 25 | Stati Uniti (bandiera) | G     | Gus Johnson     | 1938 | 198  | 104  |
| 33 | Stati Uniti (bandiera) | G     | Rich Rinaldi    | 1949 | 191  | 88   |
| 35 | Stati Uniti (bandiera) | A     | Terry Driscoll  | 1947 | 201  | 98   |
| 40 | Stati Uniti (bandiera) | AC    | Dorie Murrey    | 1943 | 203  | 98   |
| 41 | Stati Uniti (bandiera) | AC    | Wes Unseld      | 1946 | 201  | 111  |
| 45 | Stati Uniti (bandiera) | G     | Phil Chenier    | 1950 | 191  | 82   |

## Staff tecnico
- Allenatore: Gene Shue
- Vice-allenatore: Bob Ferry